# 맹금류

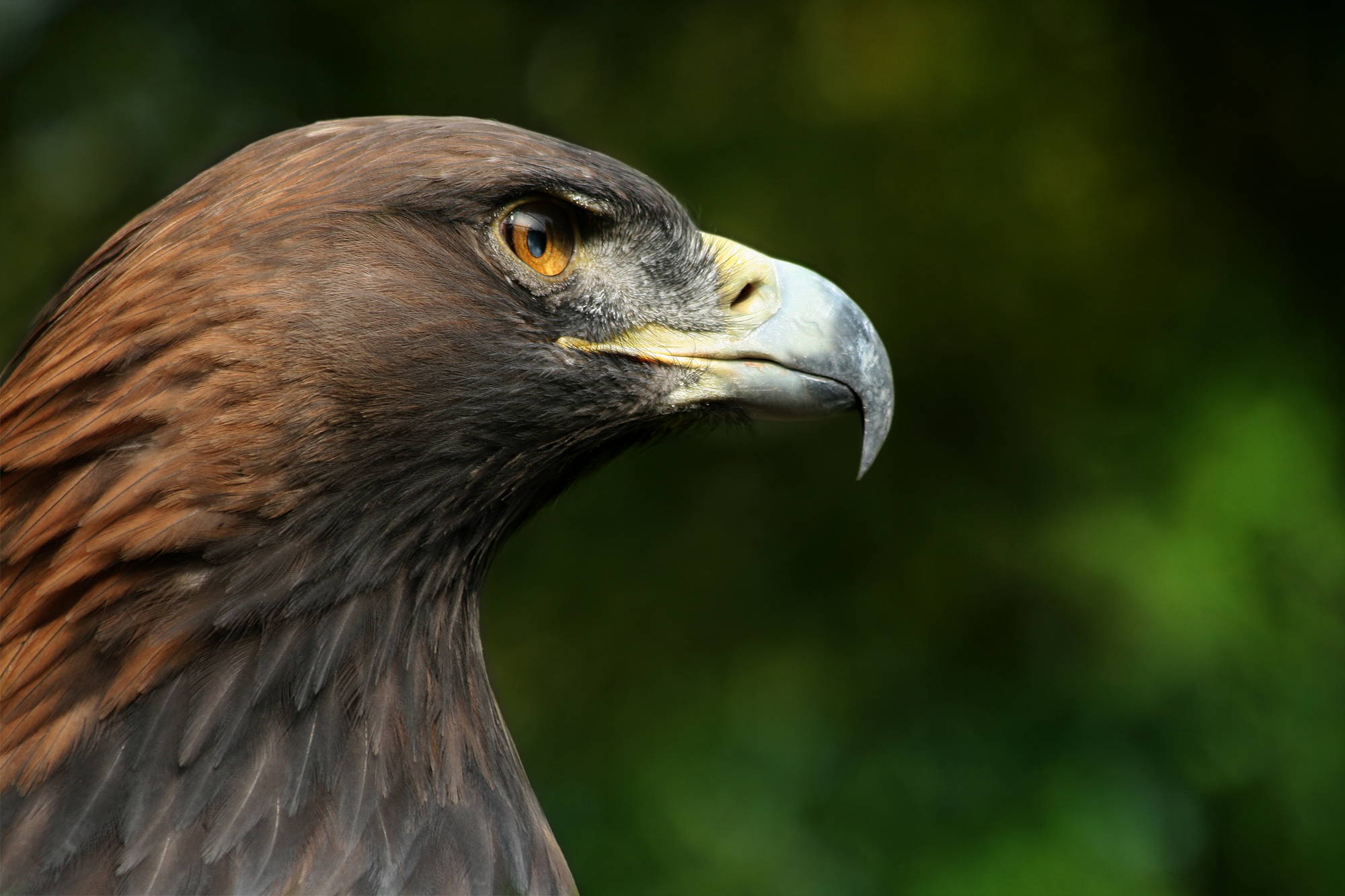
검독수리

다양한 모양과 크기

맹금류(猛禽類, birds of prey, predatory birds or raptors)는 날카로운 부리와 발톱을 갖고있는 육식성 새들을 뜻한다. 맹금류는 조류의 먹이사슬 중에서 최강자로 군림한다. 독수리와 매, 부엉이, 올빼미 등이 속한다. 한국에서는 맹금류를 애완용으로 기르는 것을 법으로 금지하고 있다.
일정한 거리에서나 비행 중에 먹잇감(prey)을 찾기 위한 날카로운 시력과 먹이를 붙잡거나 죽이기 위한 발톱이 있는 튼튼한 발, 살을 찢기 위한 굽은 부리를 갖추고 있다.

## 계통 분류
주행성 맹금류는 매목/수리목의 5가지 과로 분류된다.
- 매목 (Falconiformes)
  - 매과 (Falconidae)
- 수리목 (Accipitriformes)
  - 수리과 (Accipitridae)
  - 물수리과 (Pandionidae)
  - 뱀잡이수리과 (Sagittariidae)
  - 콘도르과 (Cathartidae)

야행성 맹금류는 올빼미목의 두 과로 분류된다.
- 올빼미과 (Strigidae)
- 가면올빼미과 (Tytonidae)